# Barramundi
Der Barramundi (Lates calcarifer), auch Baramundi, ist ein Raubfisch aus der Familie der Riesenbarsche (Latidae) und kommt vorwiegend in den tropischen Gewässern Australiens vor. Er ist ein sehr beliebter Speisefisch, aber auch als Sportfisch bekannt.
Sein Name entstammt einer Sprache der Aborigines (Burumunda) und bedeutet „Fluss-Fisch mit großen Schuppen“. Darum werden andere Arten ebenfalls ähnlich bezeichnet. Der Barramunda Australischer Lungenfisch (Neoceratodus forsteri), der Barramundi cod, wie der Pantherfisch (Cromileptes altivelis) in Australien heißt, und der gepunktete Barramundi (Scleropages leichardti und Scleropages jardinii) gehören dazu.

## Vorkommen
Barramundis können in Salz- und Süßwasser leben, das heißt, sie sind euryhalin. Ihr Verbreitungsgebiet erstreckt sich vom Persischen Golf bis hin zu den Philippinen und von Australien bis nach Indien und Japan. Sie halten sich in Tiefen von 10–40 m auf.
Der Barramundi laicht im Salzwasser, in und vor Flussmündungen; geschlechtsreife Tiere leben in Trichtermündungen und Küstengebieten. Die Jungfische wachsen jedoch nur in Brackwasser und Flussmündungen auf, er ist daher ein katadromer Wanderfisch wie z. B. Aale. Gebiete wie Mangrovensümpfe und tiefliegende Flächen werden während der Springflut und des Monsunregens überflutet und schaffen somit den idealen Lebensraum für junge Barramundi. Beste Fang- und Laichzeit ist Oktober bis Februar.

## Merkmale
Der Barramundi ist ein hochrückiger Fisch mit ausgeprägter hochstrahliger Rückenflosse. Sein Maul ist groß, wobei der Unterkiefer bis hinter das Auge reicht. Die Schwanzflosse ist abgerundet. Die Unterseite ist silberfarben und wird zum Rücken hin dunkler. Seine Augen sind auffallend klein und rot. Die Flossen sind braun.
Die Durchschnittsgröße liegt bei etwa einem Meter, er kann aber bis zu einer Länge von 2 Metern heranwachsen und erreicht dabei ein Gewicht von maximal 60 kg.
Seine Hauptnahrung sind Frösche, Garnelen und Heringe. Die Barramundis schlüpfen meist als Männchen ("Milchner"), es gibt aber auch Weibchen ("Rogner"); die  dichogamen Männchen entwickeln sich dann nach dem Besamen des Laichs zu Weibchen (Proterandrie). Der Barramundi ist sozusagen teilweise hermaphrodithisch.

## Barramundi und Mensch

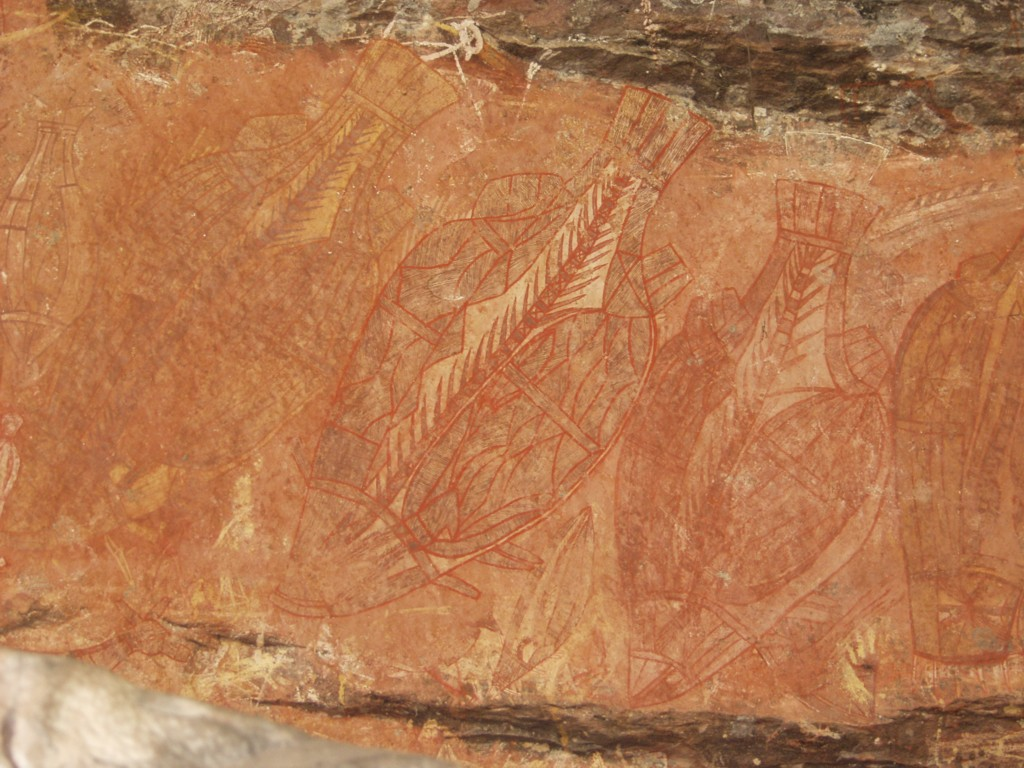
Barramundi im Röntgenstil, Kakadu-Nationalpark

Im Norden Australiens war der Barramundi bedeutender Bestandteil des Bush Foods der Aborigines. Auch in deren Mythologie, der Traumzeit, kam der Barramundi vielfach vor: er wurde mit Reproduktion, Reinkarnation und Transformation verbunden. Als wichtiges Nahrungsmittel und Totem wurde der Barramundi auch in der Kunst der Aborigines auf Felsen und Rinde gemalt.

### Als Speisefisch
In Australien ist der Barramundi als Nahrungsmittel ausgesprochen beliebt und gilt dort als einer der besten Speisefische. Das Fleisch ist weiß, zart, aber trotzdem fest und äußerst schmackhaft. 
In Aquakultur wird er mittlerweile unter anderem in den USA, sowie Thailand und Indonesien gezüchtet, aber auch in den Niederlanden, der Schweiz und in Deutschland.

### Wein
Der australische Wein Barramundi wurde nach dem Fisch benannt.

### Sonstiges
Aus der Haut wird auch Leder hergestellt, beispielsweise für Gürtel, Brieftaschen etc. 1999 wurden Barramundi künstlich  – beispielsweise im australischen in Lake Bennett – angesiedelt, mit dem Ziel, durch Sportfischerei einen zusätzlichen Anreiz für Touristen zu bieten.